# Precious Pearl
Precious Pearl (Joia Rara) est une telenovela brésilienne diffusée entre le 16 septembre 2013 et le 4 avril 2014 sur Rede Globo. 
En France d'outre-mer, le feuilleton a été remonté en 110 épisodes de 45 minutes et diffusée en 2018 sur le réseau La 1ère.
En France, elle est diffusée entre le 28 juillet 2023 et le 28 décembre 2023 sur Novelas TV.

## Synopsis
En 1934, deux frères supposés morts ont survécu à une avalanche dans l'Himalaya : le millionnaire Franz Hauser, sauvé par des moines bouddhistes et Manfred, sauvés par une équipe de grimpeurs. Manfred revient au Brésil avec un terrible secret : il a saboté l'équipement de Franz pour prendre sa place dans l'entreprise familiale. Après une recherche exhaustive, Ernest Hauser pense que son fils est mort et nomme son fils bâtard comme directeur du groupe Hauser.
Au monastère, Franz devient un ami proche du chef spirituel Ananda et avant son retour à la maison, le moine lui promet qu'ils se reverront dans le futur. La famille de Franz est ravie de son retour mais Manfred, avec ses plans contrariés, recommence ses magouilles pour éliminer Franz une bonne fois pour toutes.
Par une torsion du destin, Franz rencontre l'ouvrière Amélia. Les deux jeunes gens tombent amoureux et, malgré l'opposition familiale et les plans de Manfred, ils restent ensemble et ont une fille, Pearl. Piégée par un complot, Amélia est condamnée à de la prison et ainsi, l'enfant finit sous la garde de sa famille paternelle.
Avec la mort du moine Ananda, ses disciples se mettent à chercher la personne qu'ils croyaient être sa réincarnation. Tous les signes indiquent Pearl, et à la réception des nouvelles, elle est désireuse de commencer ses études au monastère. C'est elle qui va résoudre les problèmes qui ont empêché l'union de ses parents.

## Distribution

### Rôles principaux
| Acteur/Actrice      | Personnage                              |
| ------------------- | --------------------------------------- |
| Bruno Gagliasso     | Franz Hauser                            |
| Bianca Bin          | Amélia Fonseca Hauser                   |
| Nathalia Dill       | Sílvia Zampari                          |
| José de Abreu       | Ernest Hauser                           |
| Mel Maia            | Pérola Fonseca Hauser / Ananda Rinpoche |
| Carmo Dalla Vecchia | Manfred Ducke                           |
| Carolina Dieckmann  | Iolanda López (Ioiô)                    |
| Domingos Montagner  | Raimundo Fonseca (Mundo)                |
| Rafael Cardoso      | Viktor Hauser                           |
| Mariana Ximenes     | Aurora Lincoln                          |
| Leandro Lima        | Davi Monteiro                           |
| Thiago Lacerda      | Antônio Baldo (Toni)                    |
| Luiza Valdetaro     | Hilda Hauser / Célia Alves              |
| Ana Lúcia Torre     | Gertrude Ducke Hauser                   |
| Caio Blat           | Sonan Gyatso                            |
| Letícia Spiller     | Lola Gardel                             |
| Pedro Neschling     | Arlindo Pacheco Leão Filho (Arlindinho) |
| Simone Gutierrez    | Serena Fox                              |
| Fabíula Nascimento  | Matilde Meyer                           |
| Marcos Caruso       | Arlindo Pacheco Leão                    |
| Rosi Campos         | Miquelina Vidal Pacheco Leão            |
| Tania Khalill       | Dália Hérnandez                         |
| Ana Cecília Costa   | Gaia Petra                              |
| Ângelo Antônio      | Tenpa Ningpo                            |
| Luis Gustavo        | Apolônio Fonseca                        |
| Tiago Abravanel     | Odilon Mascarenhas                      |
| Ricardo Pereira     | Fabrício                                |
| Reginaldo Faria     | Venceslau López                         |
| Sílvia Salgado      | Pilar Duarte                            |
| Marcelo Médici      | Joel                                    |
| Nicette Bruno       | Santa Vidal (Santinha)                  |
| Claudia Ohana       | Laura                                   |
| Leopoldo Pacheco    | Valter Passos                           |
| Miguel Rômulo       | Décio Passos                            |
| Giovanna Ewbank     | Cristina                                |
| Luana Martau        | Creotina (Cléo)                         |
| Juliana Lohmann     | Belmira Vidal Pacheco Leão              |
| Norma Blum          | Francesca Baldo (Mama Francesca)        |
| Cristiane Amorim    | Josefine Fonseca (Zefinha)              |
| Cláudia Missura     | Conceição                               |
| Anthero Montenegro  | Benito Bezerra                          |
| Aninha Lima         | Zilda                                   |
| Guta Ruiz           | Elisa                                   |
| Ícaro Silva         | Artur                                   |
| Xande Valois        | Otávio Passos (Tavinho)                 |
| Xande Valois        | Giuseppe Baldo                          |
| Cacau Protásio      | Linda Martinelli (Lindinha)             |
| Jorge Maya          | Cícero Martinelli                       |
| Land Vieira         | Isaías Martinelli                       |
| Marcos Damigo       | Dr. Rubens                              |
| Adélio Lima         | Josias                                  |
| Glicério do Rosário | Etelvino                                |
| Renato Góes         | Nuno                                    |
| Vicentini Gomez     | Delegado Hermes Cavalcante              |
| Paula Burlamaqui    | Volpina Soytena                         |
| Karine Carvalho     | Rosa                                    |
| Maria Gal           | Margarida                               |
| Armando Babaioff    | Aderbal Feitosa                         |
| Dja Marthins        | Bibiana Ribeiro da Silva                |
| Clementino Kelé     | Eufrásio Ribeiro da Silva               |
| Adriano Bolshi      | Rigpa                                   |
| Fábio Yoshihara     | Jampa Yonten                            |
| Adriano Alves       | Norbu                                   |
| João Fernandes      | Pedro Paulo Baldo (Peteleco)            |
| Alexandre Rodrigues | Josué                                   |
| Bia Guedes          | Julieta                                 |
| Mabel Cezar         | Elvira                                  |

### Rôles secondaires
| Acteur/Actrice         | Personnage                         |
| ---------------------- | ---------------------------------- |
| Nelson Xavier          | Ananda Rinpoche                    |
| Suely Franco           | Maria do Rosário Vidal (Rosarinho) |
| Sacha Bali             | Eurico Passos                      |
| Isio Ghelman           | Heitor Zampari                     |
| Maria Eduarda Wendling | Pérola Fonseca Hauser (5 ans)      |
| Nicole Gomes           | Pérola Fonseca Hauser (adulte)     |
| Glória Menezes         | Pérola Fonseca Hauser (80 ans)     |
| João Vithor Oliveira   | Ernest Hauser (jeune)              |
| Júlia Ruiz             | Gertrude (jeune)                   |
| Kaik Brum              | Sonan Gyatso (enfant)              |
| Joelson Gusson         | Laerte                             |
| Rhaisa Batista         | Thereza                            |
| Mouhamed Harfouch      | Alessandro Marson                  |
| Othon Bastos           | Dr. Fernando                       |
| Michel Gomes           | Curió                              |
| Paulo Verlings         | Kléber                             |
| Rita Porto             | Idalina                            |
| Élcio Romar            | Salvador Soares da Costa           |
| Juliane Araújo         | Marta da Costa                     |
| Mariana Mac Niven      | Catarina Hauser                    |
| Vinícius Manne         | Empresário                         |
| Maria Pinna            | Beatriz                            |
| Breno de Filippo       | Matoso                             |
| Prazeres Barbosa       | Djanira                            |
| Márcio Ehrlich         | Moacir                             |
| Gustavo Trestini       | Silveira                           |
| Gillray Coutinho       | Batista                            |
| Bernardo Felinto       | Juca                               |
| Stella Maria Rodrigues | Marlene                            |
| Max Lima               | Caetano                            |
| Nicola Lama            | Bauducco                           |
| Vilma Melo             | Fátima                             |
| Marcelo Aquino         | Peçanha                            |

## Diffusion
- Rede Globo (2013-2014)
- TV CPLP (2013-2014)
- Globo Portugal (2014-2015)
- Teledoce (2015, avec le titre Preciosa Perla)
- France Outre-Mer (2018), Nina Novelas (2022) et Novelas TV en (2023).

### Sources
- (pt) Cet article est partiellement ou en totalité issu de l’article de Wikipédia en portugais intitulé « Joia Rara » (voir la liste des auteurs).